# Louise Hammarström
Louise Katarina Hammarström, née le 25 mai 1849 à Gefleborgs, morte le 5 novembre 1917 à Kopparberg est une chimiste suédoise qui après 18 ans de travail salarié dans la chimie minérale, a monté son propre laboratoire. Elle est considérée comme l'une des premières chimistes suédoises, après Anna Sundström. 

## Biographie
Lovisa (Louise)  Katarina Hammarström nait en 1849 dans la paroisse de Hosjö. à Gefleborgs, dans le comté de Kopparberg. Son père est également un vicaire ayant bénéficié d'une formation médicale, qui meurt tôt, la laissant orpheline. Pendant son enfance et son adolescence, Louise Hammarström, qui habite à proximité de l'usine sidérurgique de Dalarna, côtoie de nombreux  mineurs et  chimistes, ce qui favorise sans doute son intérêt pour ce domaine. Elle prend des cours particuliers à Stockholm, et commence à travailler au laboratoire de l'ingénieur Werner Cronquist en 1875. Elle y est embauchée comme assistante à l'automne 1876 et y travaille pendant près de cinq ans. Pendant ce temps, en raison notamment de sa toxicité et de ses effets délétères sur la forêt, une nouvelle réglementation criminalise l'emploi de l'arsenic alors abondamment utilisé. En plus de divers travaux, Louise Hammarström effectue spécialement des analyses d'arsenic et soumet plusieurs milliers de résultats à son patron.
Elle se consacre ensuite à des recherches et analyses en chimie minérale, de 1881 à 1887 à Bångbro, puis pendant près de quatre ans à Fagerst et enfin jusqu'au 1er janvier 1893 à Schisshyttan. Après avoir passé près de 18 ans en tant qu'assistante et analyste de laboratoire pour le compte de tiers, Louise Hammarström crée son propre laboratoire à Kopparberg, où elle étudie des minerais, métaux et autres produits utilisés aussi bien dans l'industrie minière que dans d'autres secteurs,.

## Réception
De son vivant, en 1895, l'hebdomadaire suédois Idun lui rend hommage. Il défend que selon Berzelius, la chimie nécessitant une très grande propreté et méticulosité, le secteur est donc adapté au travail des femmes, et fait valoir en conclusion qu'« Avant Louise Hammarström, aucune femme scientifiquement éduquée pendant une période significative dans notre pays ne s'était engagée dans des activités pratiques de chimie, mais depuis lors, de nombreuses filles ont étudié la chimie, et ici et il y a maintenant des assistantes employées dans les laboratoires. Continuez ! »